# Мігель Анхель Хуарес Сельман
Міге́ль А́нхель Хуа́рес Се́льман (ісп. Miguel Ángel Juárez Celman; 29 вересня 1844 — 14 квітня 1909) — аргентинський адвокат і політик. Президент Аргентини у 1886—1890 роках. Один з ініціаторів відокремлення церкви від держави в Аргентині.

## Ранні роки
Хуарес Сельман народився й виріс у Кордові, де він навчався у єзуїтському коледжі Монтсеррат. Він вивчав право і здобув ступінь правознавця у 1869 році. Завдяки зв'язкам своєї родини він рано увійшов до політичного життя. Його було обрано до представницького органу рідної провінції одразу ж після здобуття ним докторського ступеню. Тут він очолив рух за секуляризацію освіти. За два роки він був обраний до національного Сенату й у 1877 став його головою. На цій посаді він пробув до смерті губернатора Клімасо де ла Пенья, у новому уряді Антоніо дель Вісо він отримав пост міністра. Його енергійна праця принесла йому посаду губернатора провінції Кордова 17 травня 1880 року.

## Президент
Ставши сенатором у 1883 році він зблизився з президентом Хуліо Рока. Він отримав підтримку останнього під час виборів голови Національної автономістської партії (НАП). Він виграв загальні вибори 1886 року, проте не обійшлось без звинувачень у фальсифікації, що було не дивно для НАП. Віце-президентом був призначений Карлос Пеллегріні, колишній міністр оборони в уряді Рока.
Його президентство відзначилось зростанням рівня параної. У 1890 році після матчу з регбі в Буенос-Айресі були заарештовані гравці обох команд, а також всі 2 500 глядачів, які були присутні на матчі. Сельман став особливо підозрілим після «Паркової революції», яка сталась на початку того ж року, проте поліція дійсно вважає, що той матч був прикриттям для політичного мітингу.
Більшість спостерігачів очікували на те, що уряд Сельмана стане ляльковим для колишнього очільника країни Хуліо Рока, й останній продовжить керувати політикою з-за куліс. Проте Сельман проявив незалежність, узявши під повний контроль автономістську партію, за що опоненти назвали його unicato (авторитарист). Це, у сполученні з економічною регресією, призвело до формування Громадянського союзу, опозиційної групи. З якої надалі вийшов Громадянський радикальний союз, який донині займає провідні позиції в аргентинській політиці. У 1890 році після чергового повстання Сельман був змушений піти у відставку, а його місце зайняв його віце-президент Карлос Пеллегріні.